# Cephus spinipes
Cephus spinipes är en stekelart som först beskrevs av Georg Wolfgang Franz Panzer 1800.  Cephus spinipes ingår i släktet Cephus, och familjen halmsteklar. Arten är reproducerande i Sverige.